# Neoceratopsia
Clade
Les Neoceratopsia (néocératopsiens en français) sont un clade regroupant les cératopsiens les plus avancés.

## Systématique
Ils comportent les familles et genres suivants :
- Clade des Neoceratopsia
  - Aquilops (États-Unis)
  - Auroraceratops (Gansu, nord-ouest de la Chine)
  - Helioceratops[2] (Jilin, nord-ouest de la Chine)
  - Koreaceratops[3]  (Corée du Sud)
  - Yamaceratops (Mongolie)
  - Famille des Archaeoceratopsidae
    - Archaeoceratops (Gansu, nord-ouest de la Chine)
    - Liaoceratops (Liaoning, nord-est de la Chine)

  - Famille des Bagaceratopidae
    -  ? Ajkaceratops  (Hongrie)
    - Bagaceratops (Mongolie)
    - Breviceratops (Mongolie)
    - Graciliceratops(Mongolie)
    - Lamaceratops (Mongolie)
    - Magnirostris (Mongolie-Intérieure, Chine)
    - Platyceratops (Mongolie)

  - Famille des Leptoceratopsidae
    -  ? Bainoceratops (Mongolie)
    -  ?Serendipaceratops (Australie)
    - Asiaceratops (Chine, Mongolie, Ouzbekistan)
    - Cerasinops (Montana, États-Unis)
    - Gryphoceratops (Alberta, Canada)
    - Leptoceratops (Alberta, Canada & Wyoming, États-Unis)
    - Montanoceratops (Montana, États-Unis)
    - Prenoceratops (Montana, États-Unis)
    - Udanoceratops (Mongolie)
    - Zhuchengceratops (Zhucheng, Chine)

  - Famille des Protoceratopsidae
    - Graciliceratops (Mongolie)
    - Protoceratops (Mongolie)

  - Superfamille des Ceratopsoidea
    - Zuniceratops (Nouveau-Mexique, États-Unis)
    - Famille des Ceratopsidae